# ロストフ公
ロストフ公（ロシア語: князь ростовский）はロストフ公国の君主の称号である（「公」はクニャージからの訳出による）。君主号・公国の名は、その首都だったロストフによる。
ロストフ公国は1207年にウラジーミル大公国の分領公国として成立するが、ロストフの街はそれ以前には、北東ルーシ（いわゆるウラジーミル大公国領。ウラジーミル大公国という名称は厳密には13世紀半ば以降の政権に対して用いられる）の首都だった。また、1320年以降はロストフを分割して、2つの公家による共同統治が行われた。本頁の一覧はこれらの公も含む。

## ロストフ公の一覧
ロストフ公（ロストフ・スーズダリ公国期）
- ヤロスラフ・ウラジミロヴィチ - 在位：990年 - 1010年[1]
- ボリス・ウラジミロヴィチ - 在位：1015年[1]
- ムスチスラフ・ロスチスラヴィチ - 在位：1175年 - 1176年

ロストフ公（分領公国期）
- コンスタンチン・フセヴォロドヴィチ - 在位：1207年 - 1218年 / 1212年 - 1216年[2]
- ヴァシリコ・コンスタンチノヴィチ - 在位：1217年 - 1238年[2]
- ボリス・ヴァシリコヴィチ(ru) - 在位：1238年 - 1277年[2]
- グレプ・ヴァシリコヴィチ(ru) - 在位：1277年 - 1278年[2]
- ドミトリー・ボリソヴィチ(ru)、コンスタンチン・ボリソヴィチ(ru) - 在位：1278年 - 1286年
- コンスタンチン・ボリソヴィチ(ru) - 在位：1286年? - 1288年?[2]
- ドミトリー・ボリソヴィチ(ru) - 在位：1288年 - 1294年[2]
- コンスタンチン・ボリソヴィチ(ru) - 在位：1294年 - 1307年[2]
- ？アレクサンドル・コンスタンチノヴィチ - 在位：1307年 - 1318年?[2]
- ヴァシリー・コンスタンチノヴィチ - 在位：1307年 - 1316年 / または1316年のみ[2]
- ユーリー・アレクサンドロヴィチ - 在位：1316年 / 1318年 - 1320年[2]

ロストフ・ウスレチンスキー公
- フョードル・ヴァシリエヴィチ(ru) - 在位：1320年 - 1365年
- アンドレイ・フョードロヴィチ(ru) - 在位：1331年 - 1360年
- コンスタンチン・ヴァシリエヴィチ(ru) - 在位：1360年 - 1364年
- アンドレイ・フョードロヴィチ(ru) - 在位：1364年 - 1409年
- イヴァン・アンドレエヴィチ(ru) - 在位：1409年 - ?

ロストフ・ボリソグレプスキー公
- コンスタンチン・ヴァシリエヴィチ(ru) - 在位：1320年 - 1365年
- アレクサンドル・コンスタンチノヴィチ(ru) - 在位：1365年 - 1404年
- アンドレイ・アレクサンドロヴィチ(ru) - 在位：1404年 - 1416年
- フョードル・アレクサンドロヴィチ(ru) - 在位：1417年 - 1418年
- ウラジーミル・アンドレエヴィチ(ru)、イヴァン・イヴァノヴィチ(ru) - 在位： ? - 1474年